# Organisation nationale de Crète
L'Organisation nationale de Crète, en grec moderne : Εθνική Οργάνωση Κρήτης / Ethnikí Orgánosi Krítis,  (EOK), une organisation de résistance crétoise, en Grèce, avec la coopération et le soutien des services de renseignements britanniques, pendant l'occupation de la Grèce, par l'Axe, au cours de la Seconde Guerre mondiale.  

## Création et idéologie
L'Organisation nationale de Crète est créée, en juin 1943, avec l'aide de Thomas Dunbabin (en), alors commandant du Special Operations Executive (SOE), sur le terrain en Crète. Essentiellement vénizéliste, par sympathie, et avec des membres allant du centre-gauche à la droite, l'EOK doit servir de contrepoids au Front de libération nationale (EAM), mouvement de résistance pro-communiste. L'EOK évolue, à partir de l'organisation secrète AEAK (en grec moderne : Ανώτατη Επιτροπή Αγώνα Κρήτης, en français : Comité suprême de la lutte crétoise), qui est créée à La Canée, le 15 juin 1941.
L'AEAK est fondée deux semaines seulement après la fin de la bataille de Crète par les patriotes Andreas Papadakis, Ioannis Paizis, Andreas Polentas, Titos Georgiadis et Ioannis Ioannidis. Il s'agit du premier groupe de résistance armée en Grèce, ayant l'intention d'organiser un réseau de renseignement et de faire du sabotage contre les forces d'occupation allemandes. Pendant les premiers mois, suivant sa création, l'AEAK est basé chez le colonel Papadakis à Vourvoures, près de Kallikrátis.
L'EOK est initialement dirigé par Nikolaos Skoulas, Charidimos Polychronidis, Iosif Voloudakis, Emmanouil Basias et Markos Spanoudakis. Skoulas a rejoint l'AEAK peu après sa formation et a collaboré étroitement avec le SOE, lui fournissant de faux documents tout en agissant en tant que maire de La Canée, nommé par l'Allemagne.
Malgré leurs différences idéologiques, l'EAM et l'EOK conviennent de signer des pactes de non-agression lors des réunions de Thérissos (7/11/1943) et de Tromarissa (15/9/1944). Ces accords sont généralement respectés et permettent à la Crète de rester largement épargnée par la guerre civile, entre gauchistes et droitiers, qui éclate en Grèce continentale après le retrait des forces d'occupation allemandes.

## Source de la traduction
- (en) Cet article est partiellement ou en totalité issu de l’article de Wikipédia en anglais intitulé « National Organization of Crete » (voir la liste des auteurs).